# Asteroide tipo R
Asteroides tipo R são asteroides relativamente incomuns e moderadamente brilhantes, eles são encontrados no interior do cinturão de asteroides que são espectralmente intermediária entre os asteroides dos tipos V e tipo A. O espectro desses objetos mostra traços de olivina e piroxênio com funcionalidades entre 1 e 2 micrômetros.
A composição química desta classe de asteroides sugere que eles provém de choque que provocou um intenso calor e são provavelmente intermediários de processamento de fragmentos de material de silicato.
A missão IRAS classificou 4 Vesta, 246 Asporina, 349 Dembowska, 571 Dulcinea e 937 Bethgea como tipo R; no entanto, a reclassificação de Vesta, para o arquétipo V, é discutível. Desses corpos, apenas 349 Dembowska é reconhecido como sendo tipo R, quando todos os comprimentos de onda são levados em conta.

## Ligações externa
Типы астероидов (em russo)